# نوروفلسفه
فلسفهٔ عصب‌شناسی (neurophilosophy) معطوف به کاربرد مفاهیم علوم اعصاب در سؤالات سنتی فلسفی است. گاهی نوروفلسفه و فلسفه علوم اعصاب (philosophy of neuroscience) به جای هم به کار می‌روند. اما در اینجا ما میان این دو تمایز قائل می‌شویم. در فلسفه علوم اعصاب عناوین اصلی در علوم اعصاب در مرکز توجه قرار دارد. شناسایی عقاید گوناگونی که در مورد بازنمایی (representation) وجود دارد نمونه‌ای از مباحث فلسفه علوم اعصاب است. در حالی‌که بررسی آثار ناهنجاری‌های عصبی بر مفهوم شخصیت واحد (unified self) نمونه‌ای از مباحث فلسفه علوم اعصاب است.

## علوم اعصاب و فلسفه‌های مادی پیش از دهه ۸۰
یافته‌های علوم اعصاب اثر کمی بر جزئیات فلسفه‌های مادی‌گرا گذاشته‌اند. یکی از محبوب‌ترین مثال‌ها برای طرفداران این نظریات ادعای یگانگی احساس درد و شلیک عصبی C-fiber است. اما بعدها نشان داده شد که این فیبرها تنها به یک جنبه خاص از انتقال درد مربوط هستند. با این‌حال طرفداران نظریات یکی‌انگارانه تصور می‌کردند که تنها به دلیل ابتدایی بودن یافته‌های علوم اعصاب است که آن‌ها نمی‌توانند شواهد تجربی مناسب برای نظریات خود پیدا کنند. آن‌ها امیدوار بودند که کشفیات حاصل از روش‌های الکتروفیزیولوژیکی تورستن ویسل و دیوید هوبل بتواند در آینده شواهد محکم‌تری از یگانگی مغز و ذهن فراهم کند. همان‌طور که پیش‌بینی می‌شد، نورون‌هایی که به لبه، حرکت، رنگ، و حتی خصوصیات دست و صورت حساسیت نشان می‌دهند بر اساس همین روش پیدا شدند. در ادامه دونالد هب در سال ۱۹۴۹ مقاله‌ای منتشر کرد و در آن پیشنهادهایی تفصیلی دربارهٔ چگونگی توضیح پدیده‌های روانشناختی بر اساس مکانیزم‌های نورونی شناخته شده و مدارهای آناتومیک ارائه نمود. وی در این مقاله توضیحاتی برای ادراک، یادگیری، حافظه، و حتی بیماری‌های روانی پیشنهاد می‌دهد. اما تلاش‌هایی از این دست بسیار معدودند. هر دو گروه دوستان و دشمنان نظریات یکی‌انگارانه در این دوره نسبت به یافته‌های علوم اعصاب بی‌توجه بودند.
سهل‌انگاری فلسفی نسبت به جزئیات علوم اعصاب در دهه ۷۰ به یک اصل بدل گشته بود. دلیل این بی‌توجهی نیز علاقه طرفداران کارکردگرایی (functionalism) به استدلال تحقق چندگانه است؛ بنابراین استدلال، یک حالت یا رویداد ذهنی توسط گستره وسیعی از حالات فیزیکی قابل تحقق است. در نتیجه درک حالت سیستم‌های فیزیکی (از جمله مغز) نوری به تاریک‌خانه فهم ما از مبانی طبیعت ذهن نمی‌اندازد. در این دوره هوش مصنوعی برای فلاسفه‌ای که ذهن‌های علمی داشتند از علوم اعصاب جذاب‌تر می‌نمود.
در همین زمان علوم اعصاب مسقیماً به کاوش در شناخت، به خصوص یادگیری و حافظه می‌پرداخت. برای مثال اریک کندل در سال ۱۹۷۶ مکانیزم‌هایِ کنترلِ سرعتِ ترشحِ انتقال‌دهنده‌هایِ شیمیاییِ پیش‌سیناپسی را به عنوان یک توضیح سلولی-زیستی از صورت‌های ساده یادگیری با تداعی پیشنهاد کرد. عصب‌شناسان با کار بر روی بخش پس‌سیناپسی شروع به کشف مکانیزم‌های تقویت بلند مدت (Long Term Potentiation-LTP) کردند. اما هنوز فیلسوفان ماده‌گرای کمی به این زمینه توجه می‌کردند. کارکردگرایی همه را قانع کرده بود که جزئیات سطح مهندسی شاید برای متخصصین بالینی مهم باشد اما ربطی به نظریه‌پردازان ذهن ندارد.

## چرچلند
انتشار کتاب نوروفلسفه توسط پاتریشیا چرچلند در سال ۱۹۸۶ نقطه عطفی در توجه فیلسوفان به علم اعصاب بود. پاتریشیا و همسرش پاول چرچلند با انتشار این کتاب فلسفه علم را به عصب‌شناسان و علم اعصاب را به فلاسفه معرفی کردند. وی اصرار داشت که ارتباط واضحی میان واقعیات تجربی دربارهٔ عملکرد مغز و مسائل فلسفه ذهن وجود دارد. از نظر وی نمی‌توان نقطه‌ای را به عنوان نقطه پایان فلسفه علم و آغاز علم اعصاب مشخص کرد، چرا که مرزهای این دو به شدت ناواضحند.

## ماده‌گراییزدودنی و فلسفه نورونی شده
ماده‌گرایی زدودنی فصل مشترک دو دعوی است. اول اینکه احساس مشترک ما (توضیح وقایع روانی ما با تصورات باور-تمایل)، یعنی همان روان‌شناسی عامی، شرح گمراه‌کننده‌ای از دلایل رفتار انسان ارائه می‌کند؛ و دوم اینکه این دیدگاه نیز همانند دیگر دیدگاه‌های نادرست در طول تاریخ علم گرفتار یکی شدن با علم اعصاب و تقلیل به آن خواهد شد.
بیشتر استدلالات طرفداران این نوع ماده‌گرایی بر نشان دادن ناتوانی روان‌شناسی عامی به عنوان یک نظریه توصیفی از رفتار تأکید دارند؛ و کمتر به نتایج علوم اعصاب می‌پردازند. ماده‌گرایان زدودنی تلاش کردند تا به جای بازنمایی گزاره‌ای در روان‌شناسی عامی از نقاط و بردارها در فضای برداری به عنوان تعبیری از وقایع سیناپسی استفاده کنند.
عنصر پایه در شبکه‌های عصبی نورون است. عده‌ای نورون را یک وسیله محاسباتی تلقی می‌کنند، که یک خروجی و چند ورودی دارد. ورودی نورون‌ها مجموعه‌ای از spikeهای نورونی در آکسونهایی است که به سیناپس‌ها ختم می‌شوند. خروجی یک نورون نیز تکرارهایی از spike در آکسون آن نورون است. به این ترتیب، هر دو شبکه مصنوعی و زیستی را می‌توان به صورت تبدیل‌کننده بردار به بردار مدل کرد. بردار ورودی شامل مقادیریست که منعکس‌کننده الگوهای فعالیت آکسون‌های وارد شونده به شبکه است و بردار خروجی شامل مقادیری است که منعکس‌کننده الگوهای فعالیت نورون‌هایی است که به بیرون از شبکه خروجی می‌دهند. این شبکه‌ها با تغییر وزن سیناپسی خاصیت انعطاف‌پذیر پیدا می‌کنند؛ بنابراین تعبیر می‌توان مغز با مثابه یک سیستم پویا در نظر گرفت. با استفاده از همین تعبیر، پاول چرچلند بازنمایی مغزی را به صورت برداری و تبدیل برداری را به عنوان شیوه اصلی محاسبات مغزی معرفی کرد. این رویکرد به وضوح در تقابل با بازنمایی گزاره‌ای و محاسبات منطقی/معنایی در روان‌شناسی عامی است.

## علوم اعصاب و آگاهی
مسئله خود آگاهی (Consciousness) با تفوق رفتارگرایی (behaviorism) واژه خودآگاهی از مجموعه لغات علمی حذف شد. اما در سه دهه اخیر مجدداً این مسئله به عنوان موضوعی مهم در علوم شناختی و فلسفه ذهن مطرح شده‌است. توماس نیگل ادعا می‌کند که آگاهی امری انفسی است و بنابراین به‌طور دائمی به دور از درک آفاقی علمی خواهد بود. در جواب، کاتلین اکینز معتقد است که پاسخ بسیاری از سؤالات دربارهٔ انفسیت تجربه خودآگاهی منوط است به پاسخ به سؤالاتی که در علم اعصاب هنوز جوابی برای آن‌ها یافت نشده‌است. اما چنین جوابی بسیاری از فلاسفه را قانع نکرده‌است. دیوید چالمرز معتقد است که همواره یک شکاف توصیفی میان پردازش‌های مغزی و تجربه خودآگاهی وجود دارد. چرا که هیچ نظریه‌ای راجع به فرایندهای مغزی نمی‌تواند به سؤال سخت پاسخ دهد: چرا باید یک فرایند مغزی خاص منجر به تجربه شعور شود؟ همواره می‌توان جهانی را فرض کرد با مخلوقاتی که همان فرایندهای مغزی را دارند اما به‌طور کامل فاقد تجربه شعور هستند. یک نظریه خودآگاهی باید این نکته را توضیح دهد که چرا و چگونه یک فرایند مغزی باعث بروز این تجربه با تمام خواصی می‌شود که ما به‌طور معمول تجربه می‌کنیم. اما از نظر چرچلندها دیدگاه چالمرز خالی از اشکال نیست. به نظر آن‌ها ما هر چه بیشتر از چگونگی تولید تجربه خودآگاهی توسط مغز اطلاعات کسب کنیم، سخت‌تر می‌توانیم جهانی را تصور کنیم که مخلوقاتی با فرایندهای مغزی مانند ما اما بدون آگاهی داشته باشد.

## قطع ارتباط دو نیمکره (Commissurotomy)
یکی از روش‌هایی که در گذشته برای درمان بیماران تشنجی -به‌طور حاد در بیماران صرعی- استفاده می‌شد قطع ارتباط میان دو نیم‌کره مغز بود. آزمایش‌های بر روی این دسته از بیماران وجود دو آگاهی مجزا در آن‌ها را نشان می‌دهد. این نتایج مباحث بسیاری راجع به مسئله وحدت شخصیت برانگیخته است.

## کوربینی
بیماران مبتلا به کوربینی در قشر اولیه بینایی خود از جراحاتی رنج می‌برند. این بیماران در بخش‌هایی از میدان بینایی خود ابراز نابینایی می‌کنند. با اینحال در برخی آزمایش‌های نشان داده می‌شود که اگرچه تصاویر مربوط به این نواحی به حوزه آگاهی این بیماران وارد نمی‌شود، با اینحال به خوبی می‌توانند اطلاعاتی راجع به آن مناطق داشته باشند.